# Angelina Gabujevová
Angelina Gabujevová (rusky Ангелина Александровна Габуева, Angelina Alexandrovna Gabujeva, * 7. prosince 1988 Vladikavkaz) je ruská profesionální tenistka. Ve své dosavadní kariéře na okruhu WTA Tour nevyhrála žádný turnaj. V rámci okruhu ITF získala dva tituly ve dvouhře a sedmnáct ve čtyřhře.
Na žebříčku WTA byla ve dvouhře nejvýše klasifikována v červnu 2013 na 423. místě a ve čtyřhře v srpnu 2022 na 113. místě.

## Tenisová kariéra
V rámci hlavních soutěží událostí okruhu ITF debutovala v červenci 2005, když na turnaji v brazilském Campos do Jordão dotovaném 25 tisíci dolary prošla kvalifikačním sítem. Ve druhém kole dvouhry podlehla Argentince Soledad Esperonové z třetí světové stovky. Premiérový titul v této úrovni tenisu vybojovala během srpna 2005, na turnaji v ekvádorském Guayaquilu s rozpočtem 10 tisíc dolarů. Ve finále přehrála sedmou nasazenou Italku Nicole Clericovou ze sedmé stovky žebříčku.
Na okruhu WTA Tour debutovala čtyřhrou Tashkent Open 2006 v uzbecké metropoli Taškentu. S Uzbečkou Dianou Narzykulovovou v prvním kole podlehly nejvýše nasazeným Ruskám Anastasiji Rodionovové a Galině Voskobojevové. Premiérové finále odehrála ve čtyřhře Astana Open 2021, v níž startovala se stabilní spoluhráčkou Anastasijí Zacharovovou. V boji o titul je přehrál německo-rumunský pár Anna-Lena Friedsamová a Monica Niculescuová, když o vítězkách rozhodl až závěrečný supertiebreak. Ani druhou finálovou účast na Livesport Prague Open 2022 neproměnily obě Rusky v trofej po porážce od krajanek Anastasije Potapovové a Jany Sizikovové. Do soutěže přitom nastoupily až jako náhradnice po odhlášení turnajových jedniček. Ojedinělou účastí ve dvouhře túry WTA, kdy zvládla kvalifikační soutěž, byl antukový Internationaux de Strasbourg 2022. Jako šťastná poražená kvalifikantka však na úvod podlehla Francouzce Fioně Ferrové.

## Finále na okruhu WTA Tour
| Legenda                  |
| ------------------------ |
| D – dvouhra; Č – čtyřhra |
| Grand Slam (0)           |
| Turnaj mistryň (0)       |
| WTA 1000 (0)             |
| WTA 500 (0)              |
| WTA 250 (0–2 Č)          |

### Čtyřhra: 2 (0–2)
| Stav       | č. | datum         | turnaj                 | povrch    | spoluhráčka            | soupeřky ve finále                        | výsledek         |
| ---------- | -- | ------------- | ---------------------- | --------- | ---------------------- | ----------------------------------------- | ---------------- |
| Finalistka | 1. | říjen 2021    | Nur-Sultan, Kazachstán | tvrdý (h) | Anastasija Zacharovová | Anna-Lena Friedsamová Monica Niculescuová | 2–6, 6–4, [5–10] |
| Finalistka | 2. | červenec 2022 | Praha, Česko           | tvrdý     | Anastasija Zacharovová | Anastasija Potapovová Jana Sizikovová     | 3–6, 4–6         |

## Tituly na okruhu ITF
| Dotace turnajů okruhu ITF | Dotace turnajů okruhu ITF |
| ------------------------- | ------------------------- |
| 100 000 $ tournaments     | 80 000 $ tournaments      |
| 75 000 $ tournaments      | 60 000 $ tournaments      |
| 50 000 $ tournaments      | 25 000 $ tournaments      |
| 15 000 $ tournaments      | 10 000 $ tournaments      |

### Dvouhra (2 tituly)
| Č. | datum      | turnaj              | povrch | poražená finalistka | výsledek      |
| -- | ---------- | ------------------- | ------ | ------------------- | ------------- |
| 1. | srpen 2005 | Guayaquil, Ekvádor  | tvrdý  | Nicole Clericová    | 6–2, 4–6, 6–4 |
| 2. | srpen 2009 | Nonthaburi, Thajsko | tvrdý  | Yoo Mi              | 6–4, 6–3      |

### Čtyřhra (17 titulů)
| Č.  | datum         | turnaj                        | povrch | spoluhráčka                     | poražené finalistky                            | výsledek              |
| --- | ------------- | ----------------------------- | ------ | ------------------------------- | ---------------------------------------------- | --------------------- |
| 1.  | srpen 2007    | Caracas, Venezuela            | tvrdý  | Mariana Muciová                 | Tegan Edwardsová Lena Litvaková                | 6–2, 6–2              |
| 2.  | listopad 2009 | Havana, Kuba                  | tvrdý  | Mariana Correová                | Lisa Summererová Janina Toljanová              | 6–2, 7–6(8–6)         |
| 3.  | říjen 2010    | Williamsburg, Spojené státy   | antuka | Světlana Krivenčevová           | Salome Devidzeová Magda Okruašviliová          | 6–4, 3–6, [10–8]      |
| 4.  | říjen 2012    | Gainesville, Spojené státy    | antuka | María Fernanda Álvarez Teránová | Kristi Boxxová Keri Wongová                    | 7–6(7–4), 5–7, [10–7] |
| 5.  | říjen 2012    | Troy, Spojené státy           | tvrdý  | Arina Rodionovová               | Sharon Fichmanová Marie-Ève Pelletierová       | 6–4, 6–4              |
| 6.  | leden 2013    | Port St. Lucie, Spojené státy | antuka | Allie Willová                   | Florencia Molinerová Adriana Pérezová          | 4–6, 6–2, [10–7]      |
| 7.  | červenec 2016 | Niš, Srbsko                   | antuka | Amina Anšbová                   | Tamara Čurovićová Natalija Kostićová           | 7–5, 7–5              |
| 8.  | červenec 2016 | Astana, Kazachstán            | tvrdý  | Anastasija Frolovová            | Svjatlana Piraženková Aljona Sotnikovová       | 6–2, 6–3              |
| 9.  | srpen 2016    | Moskva, Rusko                 | antuka | Amina Anšbová                   | Ani Amiraghjanová Darja Lodikovová             | 6–4, 6–4              |
| 10. | březen 2018   | Šarm aš-Šajch, Egypt          | tvrdý  | Kamonwan Buajamová              | Laura-Ioana Andreiová Džulija Terzijská        | 1–6, 6–4, [10–5]      |
| 11. | březen 2018   | Šarm aš-Šajch, Egypt          | tvrdý  | Kamonwan Buajamová              | Jodie Anna Burrageová Jacqueline Cabaj Awadová | 7–5, 5–7, [10–7]      |
| 12. | březen 2019   | Šarm aš-Šajch, Egypt          | tvrdý  | Šalimar Talbiová                | Mariana Dražićová Marianna Zakarljuková        | 6–4, 6–4              |
| 13. | březen 2019   | Šarm aš-Šajch, Egypt          | tvrdý  | Julia Wachaczyková              | Linnéa Malmqvistová Alina Siličová             | 7–5, 7–6(7–5)         |
| 14. | říjen 2019    | Claremont, Spojené státy      | tvrdý  | Jacqueline Caková               | Hind Abdelouahidová Alyssa Tobitová            | 6–3, 6–7(7–4), [10–4] |
| 15. | červen 2021   | Kazaň, Rusko                  | tvrdý  | Nigina Abduraimovová            | Iryna Šymanovičová Šalimar Talbiová            | 6–2, 7–6(7–5)         |
| 16. | červen 2022   | Tbilisi, Gruzie               | tvrdý  | Anastasija Zacharovová          | Darja Astachovová Anna Kubarevová              | 6–1, 6–2              |
| 17. | červen 2022   | Tbilisi, Gruzie               | tvrdý  | Anastasija Zacharovová          | Polina Kuděrmetovová Sofja Lansereová          | 6–4, 6–3              |